# Magnetische Anomalie
Magnetische Anomalien (seltener Magnetanomalien) sind lokale und regionale Störungen in der Stärke des Erdmagnetfeldes. Sie werden von magnetisierten Gesteinen der oberen Erdkruste (Petromagnetik) verursacht, d. h. durch ihren Anteil an ferro- und ferrimagnetischen Mineralen (v. a. Magnetit). Die Messung und Interpretation der Anomalien erfolgt durch die Geomagnetik, ein Teilgebiet der Angewandten Geophysik.
Kleinräumige Anomalien können auch von künstlichen magnetischen Störkörpern stammen, z. B. Eisenkörpern oder archäologischen Objekten im Untergrund.
Vor der Analyse magnetischer Störfelder muss man von den gemessenen Feldstärken das sogenannte Normalfeld abziehen. Es wird zu etwa 95 % vom Erdkern (der Rest von Ionosphäre und Magnetosphäre) verursacht und kann genähert als exzentrisches Dipolfeld mit 12° Neigung gegen die Erdachse betrachtet werden, Näheres wird im Artikel zum Erdmagnetfeld ausgeführt.
Die örtlichen Magnetanomalien können einige Prozent des Normalfeldes ausmachen. Sie zeigen ein gehäuftes Auftreten von Störkörpern, selbst magnetisierten Mineralien (remanente Magnetisierung) oder von Gesteinsanteilen, die eine hohe magnetische Suszeptibilität (induzierte Magnetisierung) aufweisen. Diese können in bis zu 20 km Tiefe liegen. Gesteine tiefer als etwa 20 km überschreiten die Curietemperatur, ab der kein statischer Ferromagnetismus (Magnetisierung) mehr möglich ist.
An der Erdoberfläche können Störkörper geomagnetische Anomalien von etwa 200 bis 1000 Nanotesla erzeugen. Die physikalisch-mathematische Interpretation des Störpotentials erfolgt durch gezielte Modellierung der Störkörper, die solange verfeinert wird, bis ihre Wirkung möglichst genau den gemessenen Anomalien entspricht.
Allerdings ist die alleinige Interpretation physikalischer Felder nie eindeutig (siehe Umkehrproblem der Potentialtheorie), sodass sich die Geomagnetik auch der Ergebnisse verwandter Fachgebiete (Gravimetrie, Geoseismik, Geologie) bedienen muss. Als Ziel hat sie die Bestimmung von Lage und Größe der verborgenen Störkörper, die sich möglichst mit geologischen Annahmen der lokalen Erdkruste vereinbaren lassen sollen.
Die größte magnetische Anomalie ist die Kursker Magnetanomalie im Umfeld einer riesigen Eisenlagerstätte im südwestlichen Russland. Ihr Maximum beträgt 190.000 nT. Weitere Anomalien sind jene von Kiruna (Nordschweden) mit 70.000 nT, in Mitteleuropa (s. Mitteleuropäischer Gürtel magnetischer Anomalien) z. B. jene am steirischen Erzberg (Österreich) und die Münchberger Gneismasse, die Alexander von Humboldt um 1800 entdeckte. Letztere entstand durch oberflächliche Magnetisierung von Serpentiniten durch starke Blitzschläge.